# George P. Doles
George Pierce Doles (14. maj 1830 – 2. juni 1864) var en forretningsmand fra Georgia og general i Sydstaternes hær i den Amerikanske borgerkrig.
Hans mænd spillede en nøglerolle på førstedagen af Slaget ved Gettysburg ved at slå Unionens 11. Korps på flugt.
George Doles blev født i Milledgeville i Georgia. Han var søn af Josiah og Martha (Pierce) Doles. Hans far var skrædder. Doles fik sin skolegang i byens skoler. Han blev en fremgangsrig forretningsmand i Milledgeville og blev valgt til kaptajn for "Baldwin Blues," et lokalt milits kompagni.

## Borgerkrigen
Da Georgia trådte ud af Unionen og borgerkrigen brød ud i 1861 lod Doles sig indrullere i den konfødererede hær, sammen med det meste af sin militsenhed. Han blev udnævnt til kaptajn i det 4. Georgia infanteriregiment og stationeret ved Norfolk i Virginia. I maj 1862 blev han udnævnt til oberst for regimentet og førte det under Peninsula kampagnen som del af Army of Northern Virginia. Han blev såret i slaget ved Malvern Hill.
Under Marylandkampagnen i 1862 var hans regiment en del af Ripleys Brigade i D. H. Hills Division. Det deltog i forsvaret af South Mountain inden det trak sig tilbage mod Sharpsburg, Maryland. Da general Roswell Ripley faldt såret under slaget ved Antietam i forsvaret af Mummas Farm, overtog Doles midlertidigt kommandoen over brigaden og førte den i et angreb ind i den berygtede Millers majsmark. Doles overtog officielt ledelsen af brigaden i november 1862, da han blev forfremmet til brigadegeneral. Han førte brigaden effektivt under slagene ved Fredericksburg ogChancellorsville.
Den 19. januar 1863, inden slaget ved Chancellorsville in May, blev adskillige brigader i Army of Northern Virginia reorganiseret, så de kom til at bestå af regimenter fra samme stat. Ved den lejlighed blev 1. og 3. North Carolina Infanteri Regiment overført fra Doles' Brigade og 12. og 21. Georgia Infantry Regiment blev overført til Doles' Brigade. Herefter bestod Doles' Brigade 4., 12., 21. og 44. Georgia Infanteri regiment.
Under Gettysburg kampagnen i 1863 var Doles' Brigade, 1.300 mand stærk en del af Robert E. Rodess Division. Den 1. juli 1863 angreb Doles Unionens 11. korps i markerne ved Rock Creek nord for Gettysburg, og drev det over 1½ km tilbage. Pres fra Doles og
hans landsmand fra Georgia John B. Gordon og andre brigader fik efterfølgende en stor del af 11. Korps til at bryde sammen og trække sig til bage til Cemetery Hill. Brigaden havde tab på 219 ved Gettysburg – 46 døde, 106 sårede og 67 tilfangetagne – et tab på en sjettedel af styrken. Doles mænd kom ikke for alvor i kamp i 2. og 3. dagen af slaget, eller under de efterfølgende Bristoe eller Mine Run kampagner.
I 1864 anførte Doles sin brigade under Overland kampagnen, og kæmpede i Slaget ved the Wilderness og Slaget ved Spotsylvania Court House, hvor brigaden blev angrebet og løbet over ende af en overvældende styrke i "Mule Shoe" frontfremspringet hvor de led tab på omkring 650, heraf ca. 350 tilfangetagne. Med hjælp fra andre brigader lykkedes det til sidst at generobre den mistede befæstning. Under Slaget ved Cold Harbor i juni ramte en skarpskytte fra Unionen Doles i venstre side af brystet, da denne inspicerede de konfødererede stillinger ved Bethesda Church, Virginia. Han døde øjeblikkelig. Kommandoen over brigaden overgik til oberst (senere brigadegeneral) Phillip Cook fra 4. Georgia Infanteri.
Han blev begravet på Memory Hill Cemetery i Milledgeville, Georgia.